# Gorxétxnoie
Gorxétxnoie (en rus: Горшечное) és un poble (un possiólok) de l'óblast de Kursk, a Rússia, que el 2017 tenia 5.497 habitants. És la seu administrativa del districte rural homònim.